# Breakout (Spyro Gyra)
Breakout is het tiende album en negende studioalbum van Spyro Gyra. Het zou het laatste album zijn onder leiding van muziekproducent Richard Calandra. Hij overleed in oktober 1986, dus vlak voordat het album werd uitgegeven. Oerlid Jeremy Wall kwam weer terug als medemuziekproducent. Het album is opgenomen in Beckensteins eigen geluidsstudio Bear Track te Suffern. Er waren opnieuw wisselingen in de personele bezetting. Badrena kwam terug en Gerardo Velez, jarenlang achter de percussie, vertrok. Badrena wisselde steeds met Weather Report. De Mezzoforte-invloeden waren ook verdwenen. Bij dit album werd iemand ingeschakeld om de toetsinstrumenten van Schuman te programmeren, het was een beroemdheid uit de progressieve rock Eddie Jobson, eerder van Curved Air, Roxy Music en UK.

## Musici
- Jay Beckenstein: saxofoons
- Tom Schuman: toetsinstrumenten
- Richie Morales: slagwerk
- Kim Stone: basgitaar
- Julio Fernández: gitaar
- Dave Samuels: vibrafoon, Marimba, KAT synthesizers
- Manolo Badrena: percussie

## Muziek
| Nr. | Titel                          | Duur |
| --- | ------------------------------ | ---- |
| 1.  | Bob goes to the store (Stone)  | 4:36 |
| 2.  | Firefall (Beckenstein)         | 4;52 |
| 3.  | Doubletake (Beckenstein)       | 4:05 |
| 4.  | Breakout (Jeremy Wall)         | 4:37 |
| 5.  | Body wave (Morales, Mark Gray) | 4:09 |
| 6.  | Whirlwind (Samuels)            | 5:37 |
| 7.  | Swept away (Wall)              | 5:43 |
| 8.  | Guiltless (Schuman)            | 5:10 |